# 星野今日子
星野 今日子（ほしの きょうこ）は日本の作詞家。

## 作詞提供
- 井上昌己「ラ・ブートニア」
- 大森絹子「SOUTHERN WINTER」
- 栗林誠一郎「TUBE」（原曲：TUBE「憧れのハワイ航路」）
- 斉藤さおり「涙をGET AWAY」「MR. MORNING SUN」「I NEED YOUR LOVIN'」「SHINE ON ME」
- 茅野佐智恵「ふられたかな…?」
- TUBE「あの娘に急上昇」
- 坪倉唯子「BOY FRIEND」「BROKEN MY HEART」「DANCIN' WITH A HEARTACHE」「明日を抱きしめて」
- BLIZARD「OVER HEAT」「Daylight Dreamer」「Empty Days」「Broken Loneliness」「KILL ME YOUR LOVE」「Nobody Knows the Truth」
- BLUEW「Misty Summer Love」「Perfect Love」
- 古川真一「Andante」「クール ロマンティック」